# اوداکروا
اوداکروا (به لاتین: Udakerewa) یک منطقهٔ مسکونی در سری‌لانکا است که در استان جنوبی (سری‌لانکا) واقع شده‌است.